# Ptychozoon rhacophorus
Espèce
Synonymes
- Gecko rhacophorus Boulenger, 1899

Ptychozoon rhacophorus est une espèce de geckos de la famille des Gekkonidae.

## Répartition
Cette espèce est endémique du Mont Kinabalu au Sabah en Malaisie. Elle vit essentiellement à une altitude de 600 à 1 600 m.

## Description
C'est un gecko arboricole, nocturne et insectivore.

## Reproduction
Les œufs incubent environ deux mois entre 25 et 28 °C.

## Publication originale
- Boulenger, 1899 : Description of three new reptiles and a new batrachian from Mt. Kina Balu, North Borneo. Annals and Magazine of Natural History, ser. 7, vol. 4, p. 451-453 (texte intégral).